# Giovanni Oldrati
Giovanni Oldrati, anche Giovanni da Meda, o Giovanni Oldrado (Meda, 1100 – Milano, 26 settembre 1159), è stato un presbitero italiano.

## Biografia
È ritenuto il primo prete riformatore del movimento degli umiliati, ebbe un grande influsso nella zona dell'alta Brianza e del Lario, ove molte erano le case degli umiliati. Egli stesso avrebbe fondato la chiesa e monastero di Santa Maria in  Rondineto a Como.
Morì nel 1159 a Milano, nel convento umiliato di Brera e venne canonizzato forse l'anno stesso da Alessandro III.
Le sue spoglie riposano nella chiesa di Santa Maria di Loreto del Pontificio Collegio Gallio, a Como, in un'arca in marmo bianco del XII secolo, posto sull'altare a lui dedicato.
Nel Museo civico di Pistoia è esposto un polittico, attribuito ad un anonimo Maestro del 1310 e proveniente dalla chiesa cittadina di Santa Maria Maddalena degli Umiliati, raffigurante la Madonna con il Bambino e altri Santi, tra i quali un santo identificato come san Giovanni Oldrati da Meda, ravvolto nel suo saio bigio con cappuccio.
Gli è dedicata una via a Como, in località Breccia.